# Энгельгардт, Василий Богданович
Барон Василий (Вильгельм) Богданович Энгельгардт (нем. Wilhelm von Engelhardt; 1805—1886) — генерал-лейтенант, Ковенский губернатор.

## Биография
Родился 5 (17) мая 1805 года в имении Гринвальд в Курляндской губернии (вблизи Эглайне). Его отец  барон Курляндской губернии, отставной майор Gideon Benedict von Engelhardt (1765—1850), женившийся на Юлии Максимович (?—1808).
Первоначально обучался в Благородном пансионе, с 1817 года — в Царскосельском лицее. Окончив в 1823 году лицей по первому разряду, он решил посвятить себя военной службе и 3 января 1824 года был произведён в прапорщики, с назначением в лейб-гвардии Конно-егерский полк. Спустя четыре года ему пришлось принять участие в русско-турецкой войне, причём за отличие и храбрость, выказанные в сражении с турками 30 октября 1828 года при реке Камчик, он был награждён орденом Св. Анны 3-й степени с бантом.
В следующем году Энгельгардт был назначен полковым адъютантом и в этом звании в 1831 году принял участие в подавлении польского восстания. За отличную храбрость и мужество, проявленные в сражениях с 11 по 15 мая 1831 года, он был награждён орденом Св. Владимира 4-й степени с бантом; затем, 9 июня, тоже за отличия в делах против польских мятежников, он был произведён в штабс-капитаны и получил орден Св. Анны 2-й степени (императорская корона к этому ордену пожалована в 1839 году), а за сражение 3 августа того же года при селе Топалеве 6 ноября награждён золотой саблей с надписью «За храбрость». Кроме того, за эту кампанию он получил польский знак отличия за военное достоинство (Virtuti Militari) 4-й степени.
Через три года он был назначен командующим 7-м эскадроном лейб-гвардии Конно-егерского полка. В 1835 году Энгельгардт был произведён в капитаны, в 1842 году — в полковники, а 14 мая того же года утверждён командиром 3-го дивизиона, которым командовал до 12 декабря 1844 года, когда был назначен командиром гусарского Е. И. В. великого князя Михаила Павловича полка. В том же году, 17 декабря, он был награждён орденом Св. Георгия 4-й степени (за беспорочную выслугу 25 лет в офицерских чинах, № 7167 по кавалерскому списку Григоровича — Степанова), а в 1845 году получил орден Св. Владимира 3-й степени.
Назначенный 3 ноября 1849 года командующим лейб-гвардии Драгунским полком, он 6 декабря 1851 года был произведён в генерал-майоры и утверждён в должности командира полка, а еще через два года пожалован орденом св. Станислава 1-й степени. 7 августа 1856 года Энгельгардт был назначен командиром 1-й бригады 2-й лёгкой кавалерийской дивизии, с оставлением в должности командира лейб-гвардии Драгунского полка, и 26 того же августа получил орден св. Анны 1-й степени.
В следующем году, ввиду расстроенного здоровья, он был зачислен по армейской кавалерии и в запасные войска, а через полтора месяца перечислен по гвардейской кавалерии и навсегда оставил строевую службу. Назначенный 1 июня 1859 года членом военной кодификационной комиссии при Военном министерстве, он через несколько месяцев был назначен еще и членом Высочайше учрежденной комиссии для пересмотра и исправления свода военных постановлений. Однако расстроенное здоровье принудило его снова просить об отставке, и 28 февраля 1861 года, произведённый в генерал-лейтенанты, он был уволен от службы.
Оправившись немного, Энгельгардт 11 мая 1863 года вернулся на службу и 4 июня был назначен военным губернатором Ковны и Ковенским гражданским губернатором. Однако вскоре наступившее польское восстание требовало для этой должности если и не более молодого, то по крайней мере более здорового человека, который мог бы действовать гораздо энергичнее, поэтому Энгельгардт 1 августа по болезни снова вышел в отставку, а 2 января следующего года был зачислен в запасные войска, с оставлением по гвардейской кавалерии. В 1883 году окончательно был зачислен в запас.
Скончался 24 апреля (6 мая) 1886 года в своём имении в Вышневолоцком уезде и был погребён в храме, им построенном, на погосте Георгиевский-Чудинский — вместе с женой Варварой Николаевной, урожд. Карачинской (22.08.1818—01.04.1864).
Его брат Александр был также генерал-лейтенантом и занимал должность главного начальника южных военных поселений.